# کازویا اویزومی
کازویا اویزومی (انگلیسی: Kazuya Oizumi؛ زادهٔ ۱۹ ژوئن ۱۹۹۱) بازیکن فوتبال اهل ژاپن است.